# Miłość czysta u kąpieli morskich
Miłość czysta u kąpieli morskich – jednoaktówka Cypriana Kamila Norwida z ok. 1880.

## O utworze
Miłość czysta jest ostatnim, znanym dzisiaj utworem dramatycznym Norwida. Autor zabawił się w nim, nicując i trywializując problematykę swego wcześniejszego dramatu, Pierścienia Wielkiej Damy. Przestawił również postaci, tak że powstała nowa całość. Zamiast zimnej i praktycznej hrabiny Harrys występuje tu zimny i praktyczny Erazm, o którego względy zabiegają dwie kobiety: Julia, która odzwierciedla rolę Mak-Yksa i Marta, która pozornie stanowi odbicie Magdaleny, a w istocie jest karykaturą Szeligi, podobnie jak karykaturalnym odbiciem Magdaleny jest Feliks. W Pierścieniu Norwid przedstawił trzy postaci energiczne (Hrabinę, Magdalenę i Szeligę) przeciwstawione jednej słabej (Mak-Yks). W Miłości energiczny jest tylko Erazm, który zostaje przeciwstawiony trojgu bohaterom słabym (Marta, Julia i Feliks). W Pierścieniu Hrabinę kochało dwóch mężczyzn: Mak-Yks i Szeliga. Na koniec jeden ją poślubiał, drugi zmieniał partnerkę. W Miłości Erazma kochają dwie kobiety. Jedna zostanie jego żoną (Julia), podczas gdy druga (Marta) zmieni partnera. Co więcej jak się wydaje Julia, jedyna postać myśląca w tej sztuce serio, stanie się prawdopodobnie w przyszłości ofiarą praktycznego Erazma, tak jak Mak-Yks – praktycznej Hrabiny.
Miłość czysta powstała pod koniec życia poety, około 1880 roku, możliwe że została napisana jako prezent ślubny dla ulubionego ucznia Norwida, Mieczysława Geniusza i jego żony, Wandy z Wagnerów, córki kolegi poety z czasów warszawskich, których ślub odbył się 9 grudnia 1879. W ich posiadaniu znajdował się rękopis utworu do 1902, kiedy to został przekazany przez Mieczysława Geniusza Zenonowi Przesmyckiemu. Przesmycki wydał go w 11 numerze Drogi w 1933.

## Osoby
- Julia
- Marta
- Feliks Skorybut
- Erazm hrabia Flegmin
- Służący

## Treść
Julia objaśnia Marcie, że ciocia, nie mogąc sobie dać rady z siostrzeńcem, Feliksem, który nieustannie się zakochuje, a ostatnio w diwie teatralnej, co grozi skandalem, wysłała go do kąpieliska, aby przykład Erazma i wdzięki Julii go utemperowały. Julia jest niepocieszona, bo Feliks zaprosił ją na jutrzejszy wieczór, na który przypadają jej zaręczyny. Marta dopytuje o wybranka przyjaciółki, a gdy się dowiaduje, że jest nim Erazm, zaczyna bardzo szybko poruszać wachlarzem. Jest wzburzona.

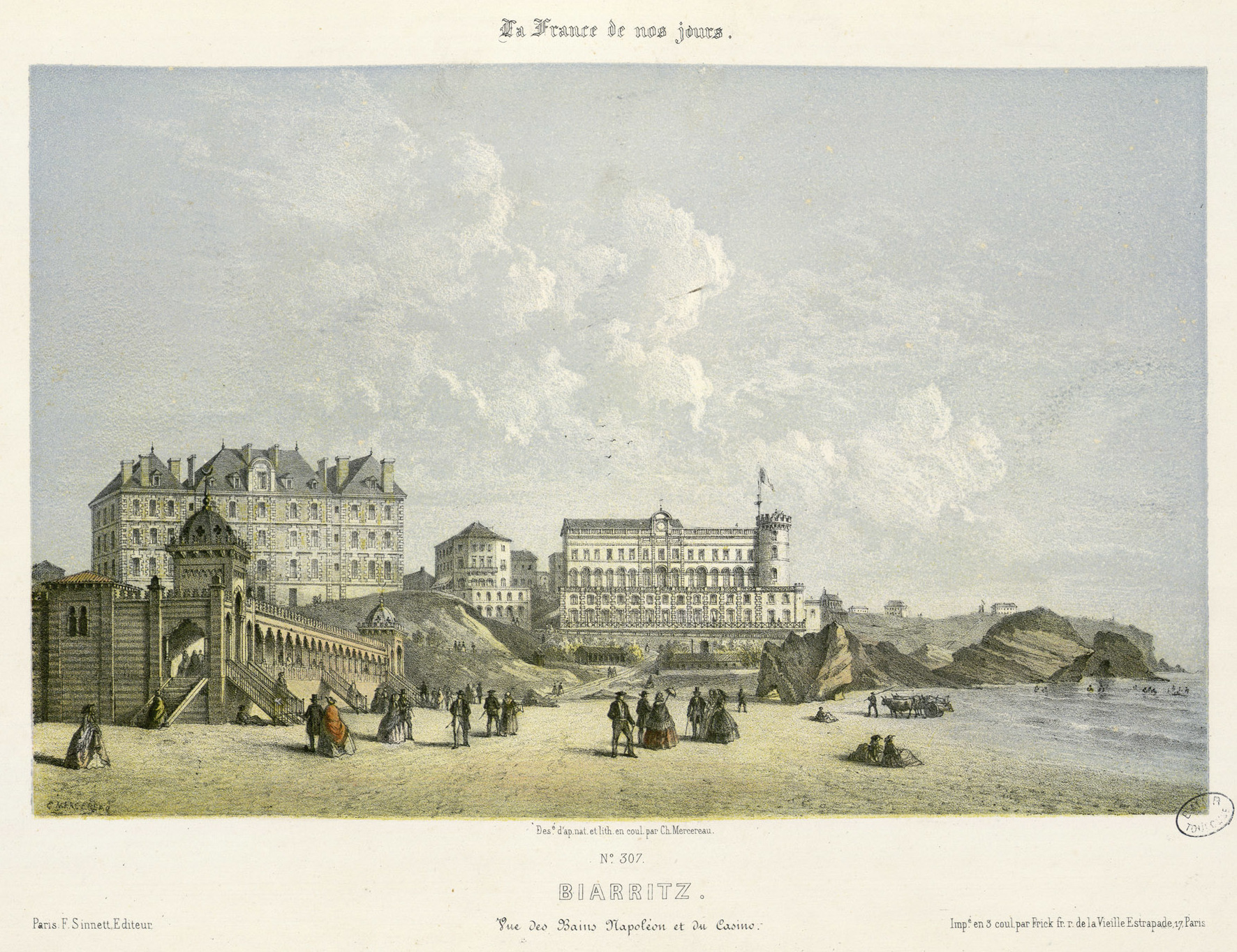
Spacer nad morzem w Biarritz.

Feliks rozmyśla nad brzegiem morza, że donia Klara, rzeczona diwa, nie obrazi się, gdy on zakocha się w Julii. Śpiewa Próżno się będziesz przeklinał i zwodził. Po czym dostaje list od Julii, zaczynający się od słów Kochany panie Feliksie i wpada w uniesienie. Spotkawszy przechadzającego się Erazma i dowiedziawszy się o jego jutrzejszych zaręczynach, życzy mu by się bez zwłoki żenił.
Marta spotkawszy Erazma ma nadzieję, że jest dla niego wyjątkowa. Erazm pospiesza zapewnić, że jest wyjątkowa, w tak chłodny dzień spacerując z wachlarzem. Okazuje się, że wachlarz podarował jej podczas tańca Erazm, który nie przywiązuje do tego zdarzenia żadnego znaczenia. Marta rzuca wachlarz, który stracił dla niej wszelką wartość, na ławkę.
Julia kończy list do cioci. Wchodzi Erazm z pudełkiem z obrączkami. Zmuszony czekać zaczyna notować, żeby nie tracić czasu. Wyraża też nadzieję, że wdroży do podobnej systematyczności swego syna. Julia życzy swojemu więcej spontaniczności. Dochodzi do spięcia. Erazm chce się oddalić, by poobserwować angielski parowiec. Systematyczność Anglików i ich fabryki sprawiają mu ulgę. Dochodzi do sporu o fabryki. Erazm wychodzi zostawiwszy pudełko z obrączkami. Julia ma chwilę jasności dotyczącej charakteru swego przyszłego narzeczonego. Wzburzona porzuca niedokończony list i wybiega nad morze.
Nad morzem zbiera się na nawałnicę. Feliks doczytał list od Julii, w którym informuje go ona o swych zaręczynach i usiłuje utopić się morzu. Marta żałuje, że porzuciła wachlarz, na którym mogłaby zapisać wiadomość o swym utonięciu. Feliks uznaje ją za zbyt piękną i młodą, by miała kończyć ze swym życiem. W jej gotowości, by czuć jak Julia odnajduje bliską duszę. Odchodzą trzymając się za ręce. Julia spotyka Erazma. Statek, który wyszedł oglądać nie odpłynie, rejs odwołano. Julia zawiadamia go, że jak co dzień przyszła rzucić się w morze, a potem będzie piła ośle mleko.

## Recepcja utworu
Tadeusz Sinko (1934) widział w Miłości czystej podobieństwo do jednoaktówek Musseta, w których jest historia ślubu, ucieczka oblubieńca i pocieszenie oblubienicy. Tadeusz Boy-Żeleński (1939) dostrzegał podobieństwo jednoaktówki do wspomnień ze światowej epoki życia poety w Pierścieniu Wielkiej Damy. W Miłości  jego zdaniem poeta chroni własne serce przed tłumem, pozostaje w cieniu z nieco dziecinną ironią obserwując letniskowe igraszki, które ludzie z tej sfery niesłusznie nazywają miłością. Kwartet bohaterów został naszkicowany leciutko, ale pewnie. Widać, że ta forma wiotka i nikła, jak te światowe miłości, odpowiada autorowi. Wszystko to na tle morza, żywiołu zamienionego w basen kąpielowy.

## Miłość czystana scenie
| premiera             | teatr                             | reżyser                |
| -------------------- | --------------------------------- | ---------------------- |
| 4 lutego 1939        | Teatr Polski, Warszawa            | Aleksander Zelwerowicz |
| 23 grudnia 1961      | Teatr Polskiego Radia             | Wojciech Maciejewski   |
| 8 czerwca 1963       | Teatr Polski, Poznań              | Maryna Broniewska      |
| 4 maja 1969          | Teatr Telewizji                   | Maryna Broniewska      |
| 31 marca 1970        | PWST, Warszawa                    | Rena Tomaszewska       |
| 10 stycznia 1971     | Teatr Krypta, Szczecin            | Ewa Kołogórska         |
| 7 września 1973      | Teatr Telewizji                   | Andrzej Wasylewski     |
| 29 września 1973     | Teatr Polski, Wrocław             | Maria Straszewska      |
| 16 października 1976 | Teatr Dramatyczny, Wałbrzych      | Piotr Nowakowski       |
| 18 czerwca 1979      | Teatr Telewizji                   | Kazimierz Braun        |
| 2 czerwca 1982       | Słupski Teatr Dramatyczny, Słupsk | Marek Chełminiak       |
| 23 września 2001     | Teatr Polski, Warszawa            | Tadeusz Bradecki       |
| 9 marca 2019         | Teatr Polskiego Radia             | Jerzy Machowski        |